# Эдвардс, Идвал Хьюберт
Идвал Хьюберт Эдвардс (англ. Idwal Hubert Edwards; 5 апреля 1895, Фридом, Нью-Йорк, США — 25 ноября 1981, Алегзандрия, Виргиния, США) — американский военный деятель, генерал-лейтенант ВВС США. Командующий ВВС США в Европе (1946—1947). Кавалер медали «За выдающуюся службу» (трижды).
Родился в штате Нью-Йорк в семье баптистского священника. По окончании в 1914 году Блумсбергского колледжа штата Пенсильвания стал учителем, а затем дослужился до директора школы. В 1916 году поступил в Брауновский университет, однако в следующем году, в разгар Первой мировой войны, ушёл в Армию. В 1918 году был переведён в армейский Воздушный корпус и выучился на лётчика. В 1920 году женился, имел двух дочерей. В том же году был повышен в звании до капитана, а затем был командиром нескольких эскадрилий, служил как в США, так и за рубежом. В 1931 году окончил Тактическую школу Воздушного корпуса, в 1935-м — Командно-штабную генеральную школу Армии США, в 1938-м — Армейский военный колледж. Начало Второй мировой войны встретил в звании полковника на службе в генеральном штабе Воздушного корпуса. Занимал ряд ответственных постов, в том числе был ассистентом начальника штаба по подготовке при генеральном штабе Военного министерства (1942—1943, 1945—1946), начальником штаба Европейского театра операций (1943), заместителем командующего ВВС США в Средиземноморском театре (1944—1945). С 1946 по 1947 год находился на должности командующего ВВС США в Европе. В том же году, после учреждения Военно-воздушных сил США, был назначен на пост заместителя начальника штаба ВВС по личному составу. На данной должности разработал план десегрегации в ВВС и занимался его претворением в жизнь, благодаря чему в Военно-воздушных силах к 1952 году была полностью искоренена сегрегация. В дальнейшем занимал посты заместителя начальника штаба по операциям в штабе ВВС (1950—1951) и коменданта Воздушного университета (1951—1953). В 1953 году ушёл со службы, но в следующем году вернулся, а в 1954 году окончательно вышел в отставку в звании генерал-лейтенанта. На пенсии продолжил заниматься общественной деятельностью в военной сфере. Скончался в возрасте 86 лет и был похоронен с военными почестями на Арлингтонском национальном кладбище.

## Биография

### Молодые годы
Идвал Хьюберт Эдвардс родился 5 апреля 1895 года во Фридоме, штат Нью-Йорк. Родители — Саруия Томас (1870–1963) и Дэниэл Кардиган Эдвардс (1860–1931). Отец, по происхождению из Уэльса, был баптистским священником и служил в церквях по всему штату Пенсильвания. Включая Идвала, у четы Эдвардсов было шестеро детей: Энн (1893—1993), Криддвин (1898—1982), Уильям (1900—1963), Мэри (1902—1985), Дэниэл (1908—1985).
В 1910 году Эдвардс поступил в Блумсбергский колледж штата Пенсильвания, который с отличием окончил в 1914 году. После этого избрал профессию преподавателя, а затем стал директором школы в Стерлинге, недалеко от Скрантона, штат Пенсильвания. Осенью 1916 года Эдвардс поступил в Брауновский университет.

### Военная служба
В 1917 году Эдвардс вступил в Армию США. 15 августа того же года он получил звание второго лейтенанта пехотного резерва, а 26 октября — пехоты. В феврале 1918 года Эдвардс был переведен в Воздушный корпус, где получил квалификацию пилота и начал работать лётным инструктором. 20 июня того же года он был временно повышен до первого лейтенанта, а 8 сентября 1919 года получил постоянное звание первого лейтенанта.
В 1920 году Эдвардс женился на Кэтрин Бирман Эдвардс (1896—1990), выпускнице Блумсберга (1915). У них родились две дочери — Энн и Кэтрин.
1 июля 1920 года Эдвардс был повышен в звании до капитана. После окончания Первой мировой войны он служил на базах как за рубежом, так и в США. C 24 мая по 26 июня 1923 года Эдвардс был командиром 2-й разведывательной эскадрильи 4-й сводной группы на авиабазе Киндли, Филиппины, а с 1 мая 1929 года по 2 мая 1930 года — 53-й учебной эскадрильи 13-й учебной группы на авиабазе Марч, штат Калифорния.
Эдвардс активно занимался повышением своей образованности и посещал различные военные учебные заведения. Так, в 1931 году он окончил Тактическую школу Воздушного корпуса на авиабазе Лэнгли, а в 1935 году — Командно-штабную генеральную школу Армии США на базе Форт-Ливенворт, штат Канзас. 1 августа того же года Эдвардс был повышен в звании до майора. С 31 мая 1936 года по 3 июля 1937 года он был командиром 72-й бомбардировочной эскадрильи 5-й сводной группы на авиабазе Люк, территория Гавайи. В 1938 году Эдвардс окончил Армейский военный колледж в Вашингтоне, округ Колумбия. 17 июня того же года он был временно повышен в звании до подполковника. Эдвардс имел квалификацию командующего пилота, боевого и воздушного наблюдателей.
В 1938—1940 годах Эдвардс служил в генеральном штабе Воздушного корпуса. 18 августа 1940 года он получил постоянное звание подполковника, а 21 января 1941 года был повышен до полковника. Уже после начала Второй мировой войны, с 26 декабря 1940 года по 12 марта 1942 года Эдвардс находился на должности начальника базовой лётной школы на авиабазе Рэндольф близ Сан-Антонио, штат Техас. 24 мая 1942 года он был повышен в звании до бригадного генерала. С 12 мая 1942 года по 15 мая 1943 года Эдвардс занимал пост ассистента начальника штаба по подготовке (G-3) при генеральном штабе Военного министерства. 1 февраля 1943 года он был повышен в звании до генерал-майора. После этого Эдвардс занимал посты начальника штаба Европейского театра операций (1943) и заместителя командующего ВВС США в Средиземноморском театре (1944—1945).
С 14 февраля 1945 года по 10 июля 1946 года Эдвардс во второй раз занимал должность ассистента начальника штаба по подготовке (G-3). С 2 марта 1946 года по 14 августа 1947 года он был командующим ВВС США в Европе. 1 октября 1947 года Эдвардс был повышен в звании до генерал-лейтенанта. Он стал единственным выпускником Блумсберга, достигшим такого высокого воинского звания. Уже после учреждения Военно-воздушных сил США, с 10 октября 1947 года по 29 февраля 1950 года Эдвардс занимал пост заместителя начальника штаба по личному составу в штабе ВВС в Вашингтоне, округ Колумбия.

### Работа по ликвидации сегрегации в ВВС
27 августа 1942 года Эдвардс стал членом Консультативного комитета по вопросам политики негритянских войск во главе с Джоном Макклоем, ассистентом военного министра Генри Стимсона, на который были возложены задачи по сбору информации о ситуации с расовой сегрегацией в вооружённых силах. После неоднократных просьб Макклоя к Стимсону о пересмотре расовой политики, 1 октября 1945 года новоназначенный военный министр Роберт Паттерсон учредил совет по вопросам политики использования потенциала негритянского личного состава во главе с генерал-лейтенантом Алваном Гиллемом. Выпущенный советом Гиллема доклад содержал в себе рекомендации по пересмотру расовой политики и комплектации воинских формирований на основании того, что негры располагают конституционным правом на военную службу и что армия обязана наиболее эффективно использовать потенциал каждого солдата. Тем не менее, отчёт был подвергнут критике со стороны самого Макклоя, а также представителей военных кругов. Так, Эдвардс, в целом согласившись с рекомендациями, отметил, что в попытке увеличения числа негров на военной службе армия должна признать «неумелость и ограниченность возможностей негритянских солдат», а также предложил начать реализацию новой политики лишь «при должном учете всех факторов, таких как общественное мнение, военные требования и военная ситуация». В апреле 1947 года заместитель начальника штаба Армии по личному составу генерал-лейтенант Уиллард Пол привлёк Эдвардса к решению вопроса с размерами и количеством воинских частей, задействованных в претворении в жизнь рекомендаций совета Гиллема. Эдвардс приступил к реализации программы интеграции в ВВС, однако лишь в рамках эксперимента на примере небольших воинских формирований и только с точки зрения военной эффективности.
Обладая по должности обширным опытом в области межрасовых отношений, Эдвардс был осведомлён о военных достижениях сегрегированных подразделений, в особенности «Пилотов из Таскиги», считая при этом, что сегрегация не является продуктивной и ведёт лишь к конфликтам среди личного состава. После выделения ВВС в отдельный вид войск Эдвардс поручил члену штаба полковнику Джеку Марру провести исследование существующей расовой политики и её применения в ВВС. В то же время начальник штаба ВВС Карл Спаатс своим приказом создал группу по пересмотру расовой политики под началом генерал-майора Ричарда Наджента. Проведённая Эдвардсом, Марром и Наджентом работа привела к созданию плана по полной интеграции ВВС на основании заключений о том, что способности и обучаемость квалифицированных лётчиков-негров находятся на одном уровне с белыми. По решению министра военно-воздушных сил Стюарта Саймингтона формулирование конкретных положений плана было возложено именно на Эдвардса, который отмечал, что нынешняя политика ВВС по использованию чернокожего личного состава является «расточительной, вредной для военной эффективности и военного применения». План включил в себя полную отмену 10-процентных квот и перевод квалифицированных специалистов-негров в белые подразделения, объединение сегрегированных казарм, набор, продвижение в званиях и отчисление с военной службы вне зависимости от расовой принадлежности, что наделяло афроамериканцев всеми привилегиями службы в ВВС.
26 июля 1948 года президент Гарри Трумэн подписал исполнительное распоряжение под номером 9981 о полной отмене расовой сегрегации в вооруженных силах. 6 апреля 1949 года министр обороны Луис Джонсон подписал отдельную директиву, которая полностью повторила распоряжение Трумэна, но также и обозначила приверженность стратегии равных возможностей в отношении всех военнослужащих. В том же месяце на конференции командующих ВВС Эдвардс объявил о принятии плана интеграции ВВС, отметив, что первым интегрированным подразделением станет именно 332-е экспедиционное авиакрыло, входящее в состав «Лётчиков из Таскиги». Также он отметил, что любые проблемы, связанные с реализацией распоряжения главнокомандующего, будут «сведены к минимуму, если командиры возьмут реализацию этой политики под свое личное наблюдение и будут осуществлять позитивный контроль». К концу 1949 года 7 тысяч человек продолжало служить в формированиях, полностью состоящих из негров, 11 тысяч — в смешанных, а ещё 7 тысяч только готовилось перейти в белые части, но уже в 1952 году было распущено и интегрировано последнее подразделение, полностью состоящее из чернокожих, что положило таким образом конец сегрегации в ВВС.

### Последующая карьера
с 1 марта 1950 года по 1 июля 1951 года Эдвардс находился на должности заместителя начальника штаба по операциям в штабе ВВС. В том же году он получил премию «За выдающиеся заслуги» от Ассоциации выпускников Блумсберга. На церемонии Эдвардс был назван «верным защитником чести нашей нации», отметив в свою очередь, что высоко оценивает влияние Блумсберга на свою жизнь.
С 1 августа 1951 года по 15 апреля 1953 года Эдвардс занимал пост коменданта Воздушного университета на авиабазе Максвелл, штат Алабама. В том же году он возглавил комитет по оценке противовоздушной обороны США при президенте Дуайте Эйзенхауэре. 23 февраля 1953 года Эдвардс ушел с активной военной службы. В том же году он стал кандидатом на должность директора Агентства национальной безопасности. 3 февраля 1954 года Эдвардс вернулся на действительную военную службу и снова поступил на работу в штаб-квартиру ВВС, заняв должность заместителя начальника штаба по личному составу. Также он был членом оборонного наблюдательного комитета по вопросам военнопленных и президентом специального совета офицеров. 9 марта 1954 года Эдвардс вышел на пенсию в звании генерал-лейтенанта.
Последние годы Эдвардс жил с женой в доме на Мид-стрит в Арлингтоне, штат Виргиния. В 1955—1956 годах он состоял в экспертном комитете при министре обороны Чарлзе Уилсоне во главе с его ассистентом Картером Бёрджессом, приняв таким образом участие в составлении кодекса поведения военнослужащих США, разработанного по указанию Эйзенхауэра для борьбы с техниками «промывки мозгов», которым подверглись американские военнопленные во время Корейской войны. Также Эдвардс был членом комитета при председателе Объединённого комитета начальников штабов по вопросам реформирования Национального военного колледжа, занимал пост председателя исполнительного совета «Air Force Historical Foundation», являлся президентом «Ассоциации отставных офицеров», а также «Клуба Армии и Военно-морского флота» в Вашингтоне, округ Колумбия.
Идвал Хьюберт Эдвардс скончался 25 ноября 1981 года в возрасте 86 лет от сердечно-лёгочной недостаточности в доме сестринского ухода в Алегзандрии, штат Виргиния. Он был похоронен с воинскими почестями на Арлингтонском национальном кладбище (участок 8, могила 9084). Жена Эдвардса, умершая в 1990 году, была похоронена рядом с ним.

## Награды
Государственные
Медаль «За выдающуюся службу» с двумя пучками дубовых листьев (первые две от Армии, третья от ВВС), орден «Легион почёта», Медаль Победы в Первой мировой войне, медаль «За Азиатско-тихоокеанскую кампанию», Медаль «За защиту Америки», медаль «За Американскую кампанию», медаль «За Европейско-африканско-ближневосточную кампанию» с четырьмя звездами за службу, медаль Победы во Второй мировой войне, медаль «За службу в оккупационной армии».
Иностранные
Орден Британской империи степени командора (Великобритания), орден Почётного легиона степени командора (Франция), военный крест 1939—1945 с пальмой (Франция), Орден Белого льва степени офицера (Чехословакия), военный крест 1939—1945 (Чехословакия).

## Память
В 2016 году в Блумсбергском университете Пенсильвании в честь Кэтрин и Идвала Эдвардсов была учреждена стипендия Эдвардсов с капиталом в размере 2 миллионов долларов США для поддержки студентов — членов семей служащих и ветеранов ВВС США.